# Lumbalpunktur
Lumbalpunktur: latin lumbus "lænd" og latin punctura "stik". Ofte kaldet "rygmarvsprøve".
En lumbalpunktur betyder, at man fører en nål ind i rummet rundt om rygmarvsnerverne (spinalkanalen) i lænderegionen, ofte mellem 3. og 4. lændehvirvel, i diagnostisk eller terapeutisk øjemed.
| Lægevidenskab | Spire Denne artikel om lægevidenskab er en spire som bør udbygges. Du er velkommen til at hjælpe Wikipedia ved at udvide den. |